# Det magiske vendepunkt
Det magiske vendepunkt (ISBN 0-316-31696-2) er en bog af Malcolm Gladwell, der først blev udgivet i 2000 af forlaget Little Brown under navnet The Tipping Point. Den blev udgivet på dansk i 2004 af forlaget Bindslev.
Bogen beskriver, hvordan små ændringer bliver til store forandringer og diskuterer kriminalitet, anti-rygekampagner, modetrends, børneudsendelser, rygter og et væld af andre eksempler på smitsom adfærd.
| Bog | Spire Denne artikel om bøger og tidsskrifter er en spire som bør udbygges. Du er velkommen til at hjælpe Wikipedia ved at udvide den. |